# Oleander
De oleander (Nerium oleander) is een plant uit de maagdenpalmfamilie (Apocynaceae). Het is een rijk vertakte, bossige, 2-6 m hoge struik of boom die giftig melksap bevat in alle vegetatieve delen. De bladeren staan meestal in kransen van drie tot vier stuks; in zeldzame gevallen zijn ze tegenoverstaand. Ze zijn leerachtig, 10-22 cm lang, toegespitst en aan de basis in de steel versmallend. De middennerf is opvallend dik en de zijnerven zitten dicht op elkaar en lopen parallel.
De bloemen groeien in eindstandige, veelbloemige schermen. De bloemkroon is wit tot rozerood of geel van kleur, 3–4 cm breed en opgebouwd uit een trechtervormige bloembuis en vijf scheef afgesneden, wielvormig uitgespreide, in de knop gedraaide kroonslippen. In de keel zit een bijkroon van vijf getande of ingesneden aanhangsels. De kelk is vijftallig en aan de binnenkant dicht met klierharen bezet. De meeldraden zitten boven in de kroonbuis vast, maar steken niet uit. Er bestaan cultivars met gevulde bloemen. Van sommige cultivars is de bloem welriekend.
De vruchten zijn langwerpige, 8–18 cm lange, roodachtig bruine, rechtopstaande doosvruchten die bij rijpheid openklappen. De zaden dragen een lange, bruine haarkuif.
De oleander komt voor in het Middellandse Zeegebied, Zuid-Portugal en van Iran tot in Oost-Azië. Hij groeit op stenige gronden, periodiek overstroomde oevers en in periodiek droge beekbeddingen.
Volgens Theophrastus werd de oleander op de veldtocht van Alexander de Grote als gifplant gebruikt. Hieronymus Bock en Pietro Andrea Mattioli duidden de oleander in hun kruidboeken (1565 en 1626) aan als demonenkruid dat mens en vee kon doden. Vroeger werden aftreksels of tincturen van de bladeren als menstruatiebevorderend middel en als abortivum ingezet.
De bladeren bevatten flavonoïden en een groot aantal giftige verbindingen, waaronder oleandrine en neroside. Deze glycosiden werken op het hart, maar minder sterk dan de glycosiden uit vingerhoedskruid. In India en Sri Lanka komen opzettelijke zelfvergiftigingen geregeld voor. In de geneeskunde vindt het geen toepassing. Honderd gram van de plant zou voldoende zijn om een paard te doden.

## Vorstbestendigheid
Er zijn veel verschillende cultivars in omloop. De meeste kunnen niet tegen temperaturen die lager dan het vriespunt liggen. Er zijn cultivars die vorstbestendig blijken tot -15 °C. Hierdoor kunnen oleanders in koudere gebieden overleven.